# Hieracium glabratum
Hieracium glabratum es una especie de planta con flor del género Hieracium, de la familia Asteraceae, orden Asterales.

## Distribución
Hieracium glabratum se distribuye por Albania, Austria, Francia, Alemania, Italia, Rumania, Suiza y Yugoslavia.

## Taxonomía
Fue descrita científicamente por Hoppe ex Willd.
Tratamiento taxonómico
La especie aparece registrada y publicada en Sp. Pl., ed. 4.